# Mangora goodnightorum
Mangora goodnightorum är en spindelart som beskrevs av Herbert Walter Levi 2005. Mangora goodnightorum ingår i släktet Mangora och familjen hjulspindlar. Inga underarter finns listade i Catalogue of Life.